# Chrysocentris
Chrysocentris is een geslacht van vlinders van de familie parelmotten (Glyphipterigidae).

## Soorten
- C. clavaria Meyrick, 1914
- C. costella Viette, 1957
- C. chalcotypa (Bradley, 1965)
- C. chrysozona (Meyrick, 1921)
- C. ditiorana (Walker, 1863)
- C. eupepla Meyrick, 1930
- C. infuscata Ghesquière, 1940
- C. phaeometalla Meyrick, 1937
- C. urania Meyrick, 1920